# 인터넷디스크
인터넷디스크(InternetDISK)는 이스트소프트에서 개발한 회사내 업무공유와 커뮤니케이션의 필수요소인 웹하드, 사내 메신저가 통합된 구축형 웹스토리지 제품이다.

## 특징

### 웹하드
그룹 디스크
내부 사용자(아이디)간의 파일 공유를 위한 다양한 그룹디스크 생성 가능, 그룹디스크 내의 사용자 별 권한 제어 가능
게스트폴더
사용자가 직접 게스트폴더를 생성할 수 있으며, 업로드/다운로드/삭제 등 원하는 권한 지정, 게스트폴더의 작업내역 확인 가능
웹링크
오픈마켓, 게시판에 이미지 또는 파일을 링크할 수 있는 URL제공 HTML 태그를 파일 형식별로 제공하여 편리하게 웹상에 게시
보안폴더
강력한 데이터 암호화 기술이 적용되어 있어서 비밀번호 인증을 통해 접근 가능
작업내역
그룹디스크, 게스트폴더, 사용자의 마이디스크의 모든 작업내역이 기록되어 편리하게 검색 가능하며 자료의 흐름을 한눈에 확인

### 백업
백업/복원
원하는 작업별 백업 기능으로 로컬 컴퓨터의 데이터를 비즈하드에 안전하게 보관
스케줄링 백업
일별, 주별, 월별 스케줄 지정으로 로컬 컴퓨터의 데이터를 비즈하드 디스크 공간에 자동백업